# Cantharidae

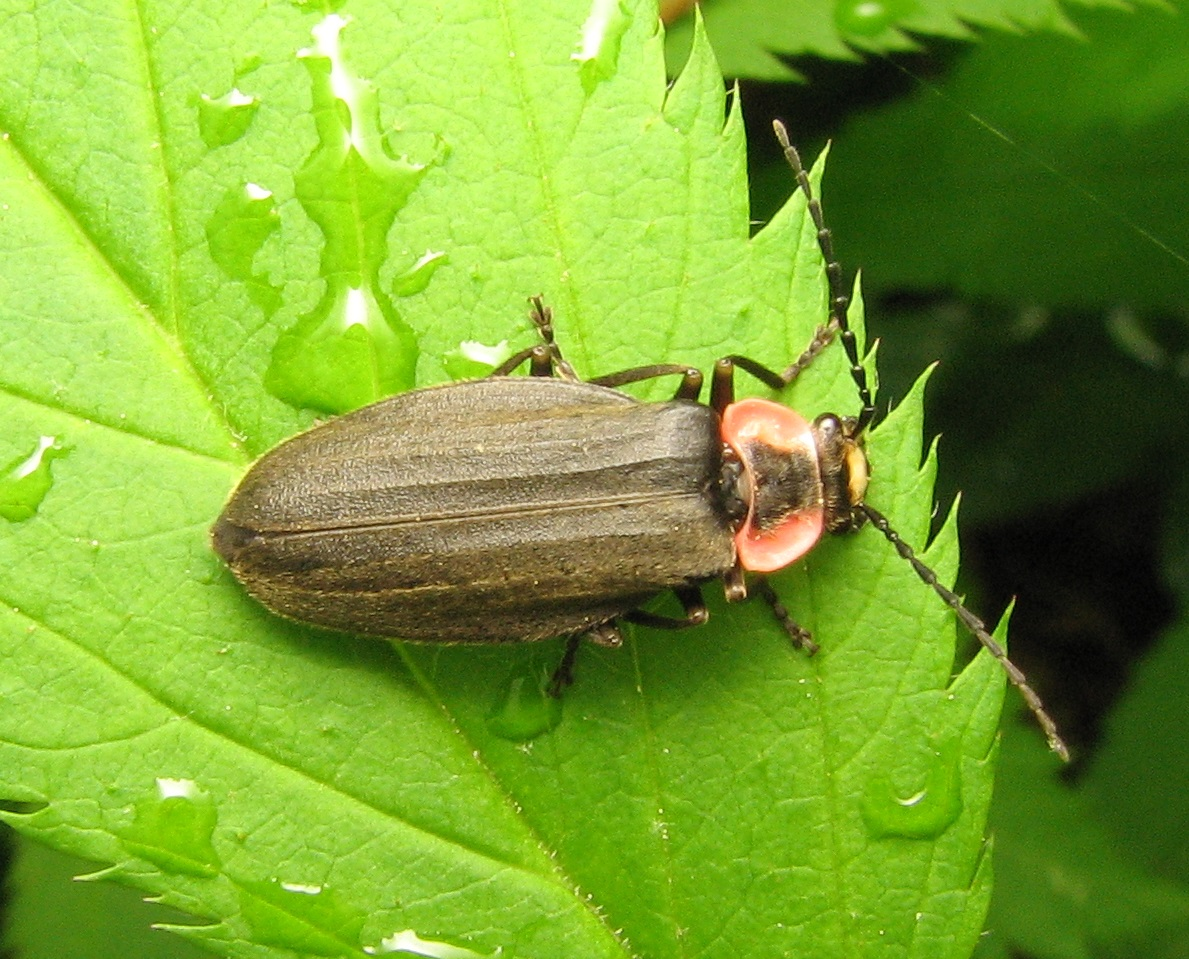
Podabrus tricostatus

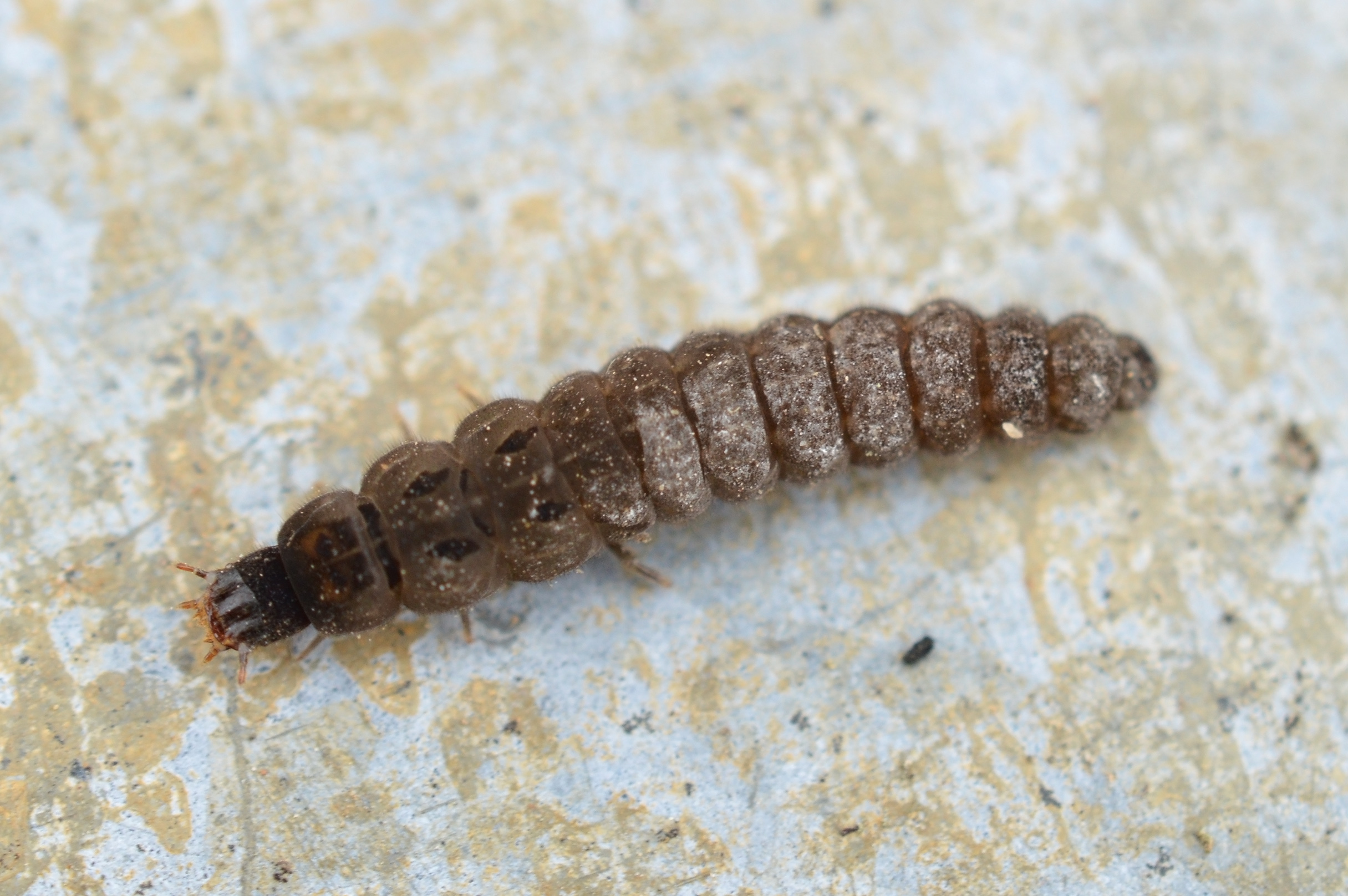
Cantharidae larva

Los cantáridos (Cantharidae) son una familia de coleópteros, la cual pertenece a la superfamilia Elateroidea. Los cantáridos son coleópteros de cuerpo blando y que viven principalmente sobre la vegetación. Antiguamente se clasificaban en la superfamilia Cantharoidea, hoy obsoleta.

## Taxonomía
Según Bouchard et al., los cantáridos incluyen 10 subfamilias, una de ellas extinta:
- Subfamilia Cantharinae Imhoff, 1856
- Subfamilia Silinae Mulsant, 1862
- Subfamilia Dysmorphocerinae Brancucci, 1980
- Subfamilia Malthininae Kiesenwetter, 1852
- Subfamilia Chauliognathinae LeConte, 1861
- Subfamilia Cydistinae Paulus, 1972
- Subfamilia Pterotinae LeConte, 1861
- Subfamilia Ototretinae McDermott, 1964
- Subfamilia Ototretadrilinae Crowson, 1972
- Subfamilia Lasiosynidae † Kirejtshuk, Chang, Ren and Kun, 2010

### Subfamilia Cantharinae
Cantharinae (Imhoff, 1856)

#### Tribu
- Cantharini

##### Géneros
- - Ancistronycha
  - Armidia
  - Atalantycha
  - Athemus
  - Boveycantharis
  - Cantharis
  - Cantharomorphus
  - Cordicantharis
  - Cratosilis
  - Cultellunguis
  - Cyrtomoptera
  - Metacantharis
  - Occathemus
  - Pakabsidia
  - Podistra
  - Rhagonycha
  - Rhaxonycha
  - Sinometa
  - Themus

#### Tribu
- Podabrini

##### Géneros
- - Asiopodabrus
  - Dichelotarsus
  - Hatchiana
  - Micropodabrus
  - Podabrus

### Subfamilia Chauliognathinae
Chauliognathinae (LeConte, 1861)

#### Tribu
- Chauliognathini

##### Géneros
- - Belotus
  - Chauliognathus

#### Tribu
- Ichtyurini

##### Géneros
- - Ichtyurus
  - Trypherus

### Subfamilia Dysmorphocerinae
Dysmorphocerinae (Brancucci, 1980)

#### Géneros
- - Afronycha
  - Asilis
  - Compsonycha
  - Dysmorphocerus
  - Flabelloontelus
  - Geygiella
  - Hansasilis
  - Heteromastix
  - Hyponotum
  - Micronotum
  - Neoontelus
  - Oontelus
  - Plectocephalon
  - Plectonotum

### Subfamilia Malthininae
Malthininae (Kiesenwetter, 1852)

#### Tribu
- Malchinini

##### Géneros
- - Macrocerus
  - Malchinus

#### Tribu
- Malthinini

##### Géneros
- - Caccodes
  - Malthinus

#### Tribu
- Malthodini

##### Géneros
- - Frostia
  - Malthodes

### Subfamilia Silinae
Silinae (Mulsant, 1862)

#### Tribu
- Silini

##### Géneros
- - Discodon
  - Ditemnus
  - Plectonotum
  - Podosilis
  - Polemius
  - Silis

#### Tribu
- Tytthonyxini.[10][11]

##### Género
- - Tytthonyx